# Cyclura rileyi
Cyclura rileyi là một loài thằn lằn trong họ Iguanidae. Loài này được Stejneger mô tả khoa học đầu tiên năm 1903.

## Hình ảnh

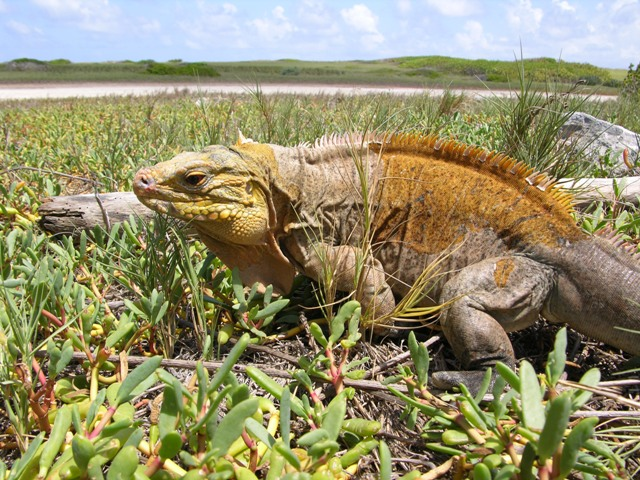
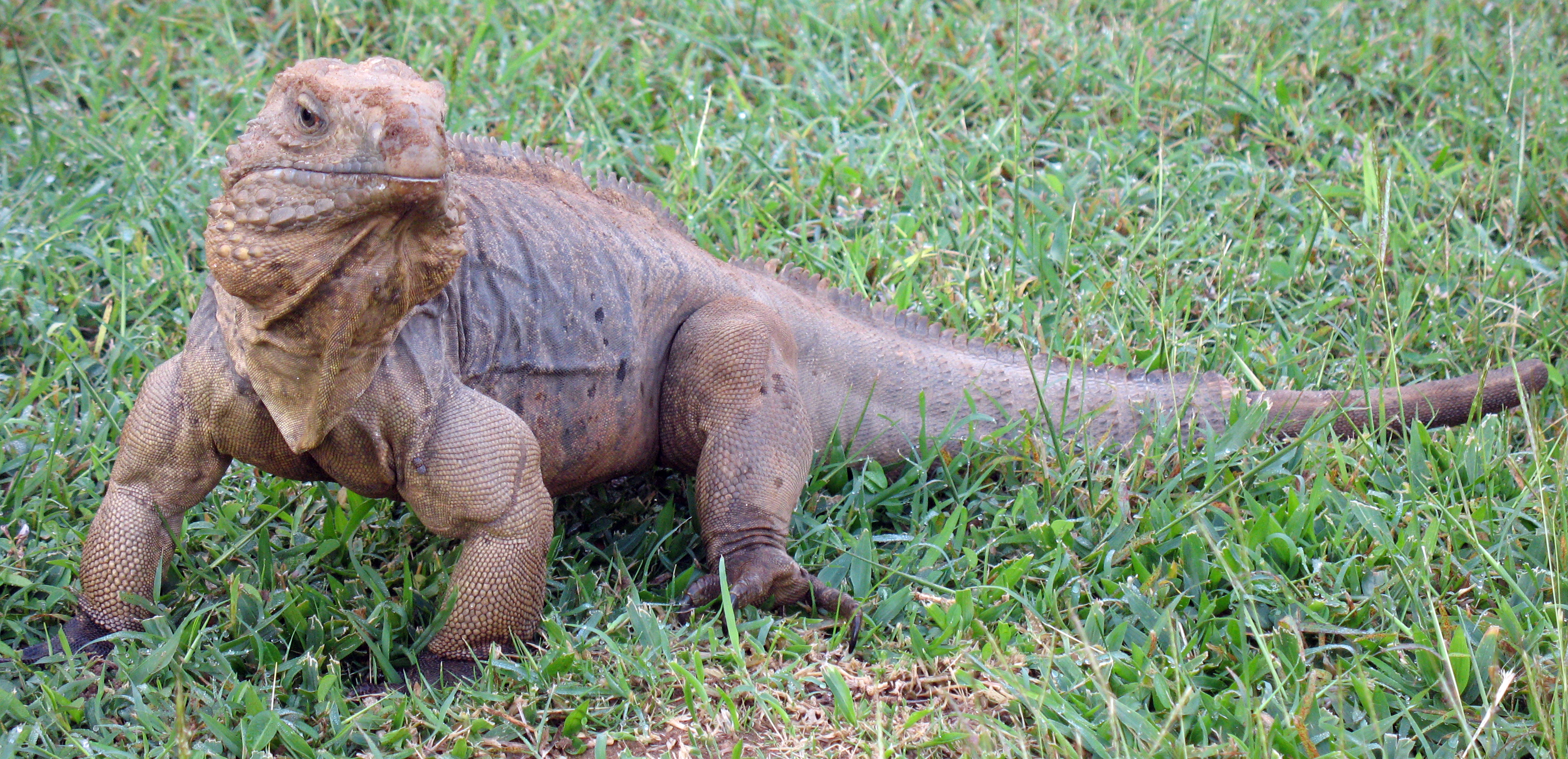
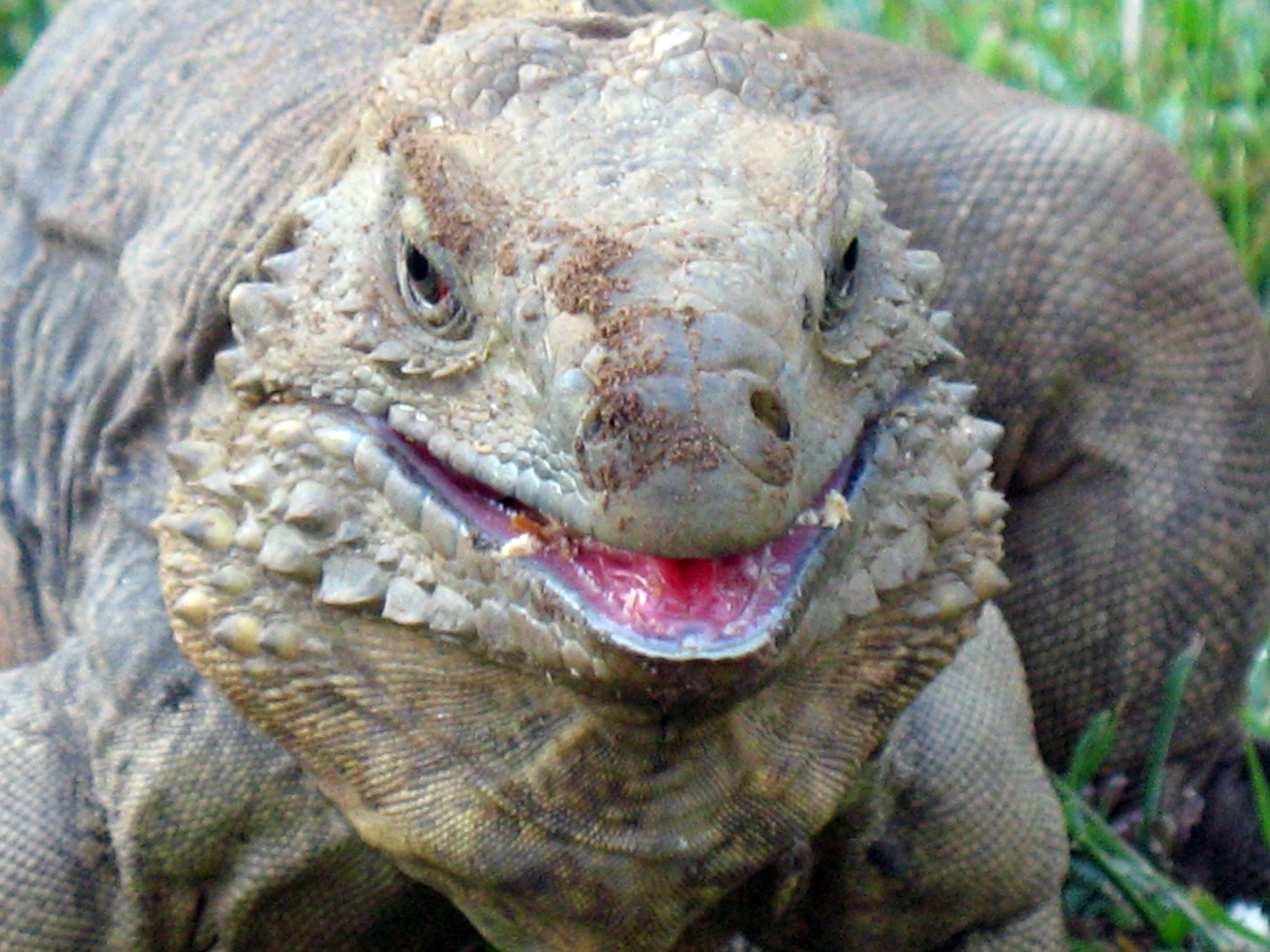
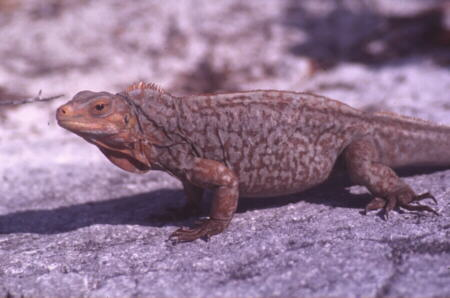